# Distretto di Mahajanga II
Il distretto di Mahajanga II è un distretto del Madagascar situato nella regione di Boeny.  
La popolazione del distretto è di 73 457 abitanti (censimento 2011).